# Stávka žen na Islandu (1975)
Dne 24. října 1975 stávkovaly Islanďanky, aby „prokázaly nepostradatelnost ženské práce pro islandskou ekonomiku a společnost“ a „protestovaly proti rozdílům v platech a neférovým postupům při zaměstnávání“. Veřejně se na Islandu poté říkalo tomuto Den volna pro ženy (islandsky: Kvennafrídagurinn). Účastnice, vedené ženskými organizátorkami, nešly do svého placeného zaměstnání, ani se nestaraly o domácnost či o děti. Devadesát procent všech obyvatelek Islandu se této stávky účastnilo. Hned následující rok schválil islandský parlament zákon garantující ženám stejný plat jako mužům.

## Dějiny
Islandské ženy vydělávaly v zaměstnání před rokem 1975 méně než šedesát procent toho, co muži.
Organizace spojených národů oznámila, že rok 1975 bude Mezinárodním rokem žen. Zástupkyně ze sdružení žen zvaného Redstockings podala návrh na stávku jako jednu z možných akcí na podporu tohoto konceptu. Výbor sdružení se rozhodl stávku nazvat „den volna“, protože se členky domnívaly, že tento název působí přívětivěji a bude tak efektivnější v zaujmutí velkého množství lidí. Zároveň, některé ženy by mohly dostat výpověď z práce, ale den volna jim nemohl být upřen.
Organizátorky rozšířily povědomí o Dnu volna po celé zemi. Organizátorky Dne volna zajistily, že rádiové stanice, televize i noviny budou veřejnost informovat o genderové diskriminaci a nižších platech pro ženy. Událost si získala mezinárodní pozornost.

## Den volna pro ženy
Dne 24. října 1975 nešly Islanďanky do svých placených zaměstnání, ani se nestaraly o domácnost či o děti. Devadesát procent žen se stávky účastnilo, včetně žen žijících na venkově. Podniky pro zpracování ryb musely zavřít, protože velká část zaměstnaných byly ženy.
Během Dne volna se z celkové populace 220 000 obyvatel shromáždilo 25 000 lidí v centru hlavního města Reykjavíku. Na tomto shromáždění poslouchaly ženy proslovy, zpívalo se a rozmlouvalo o tom, co by bylo potřeba udělat pro docílení genderové rovnoprávnosti na Islandu. Mnoho žen promluvilo ke shromážděným, včetně žen v domácnosti, dvou členek parlamentu, zástupkyně ženského hnutí a pracovnice. Poslední proslov toho dne patřil Aðalheiðure Bjarnfreðsdóttir, která „zastupovala Sókn, odbor nejhůře placených žen na Islandu“.
Zaměstnavatelé se připravili na den bez žen nakupováním sladkostí, papírů a pastelek, aby zabavili děti, které si otcové přivedou s sebou ten den do práce. Výsledkem bylo, že párky, populární pokrm, byly v mnoha obchodech ten den vyprodány.

## Dopad
Den volna měl dlouhodobý dopad a začal být hovorově známý jako „dlouhý pátek“.
Následující rok schválil islandský parlament zákon garantující ženám stejný plat jako mužům. Stávka také připravila půdu pro zvolení Vigdís Finnbogadóttir, první demokraticky zvolené prezidentky na světě o pět let později v roce 1980.
Každých deset let na den výročí Dne volna končí ženy v práci dřív. V roce 1975 odešly v 14:05 a v roce 2005 odešly ve 14:08, aby tím odrážely posun, který se za 30 let odehrál. Počet stávek se zvýšil, v roce 2010 odešly ženy z práce ve 14:25 a v roce 2016 ve 14:38. Mnoho žen před parlamentem skandovaly Vikingským pokřikem.

## Důsledky
Černé pondělí v roce 2016 v Polsku bylo modelováno podle této stávky na Islandu v roce 1975.
Mezinárodní stávka žen se rozšířila po světě v roce 2017 a 2018 jakožto globální verze inspirovaná islandskou stávkou.